# 1658 Innes
Az 1658 Innes (ideiglenes jelöléssel 1953 NA) a Naprendszer kisbolygóövében található aszteroida. Jacobus Albertus Bruwer fedezte fel 1953. július 13-án.